# Don Barnes

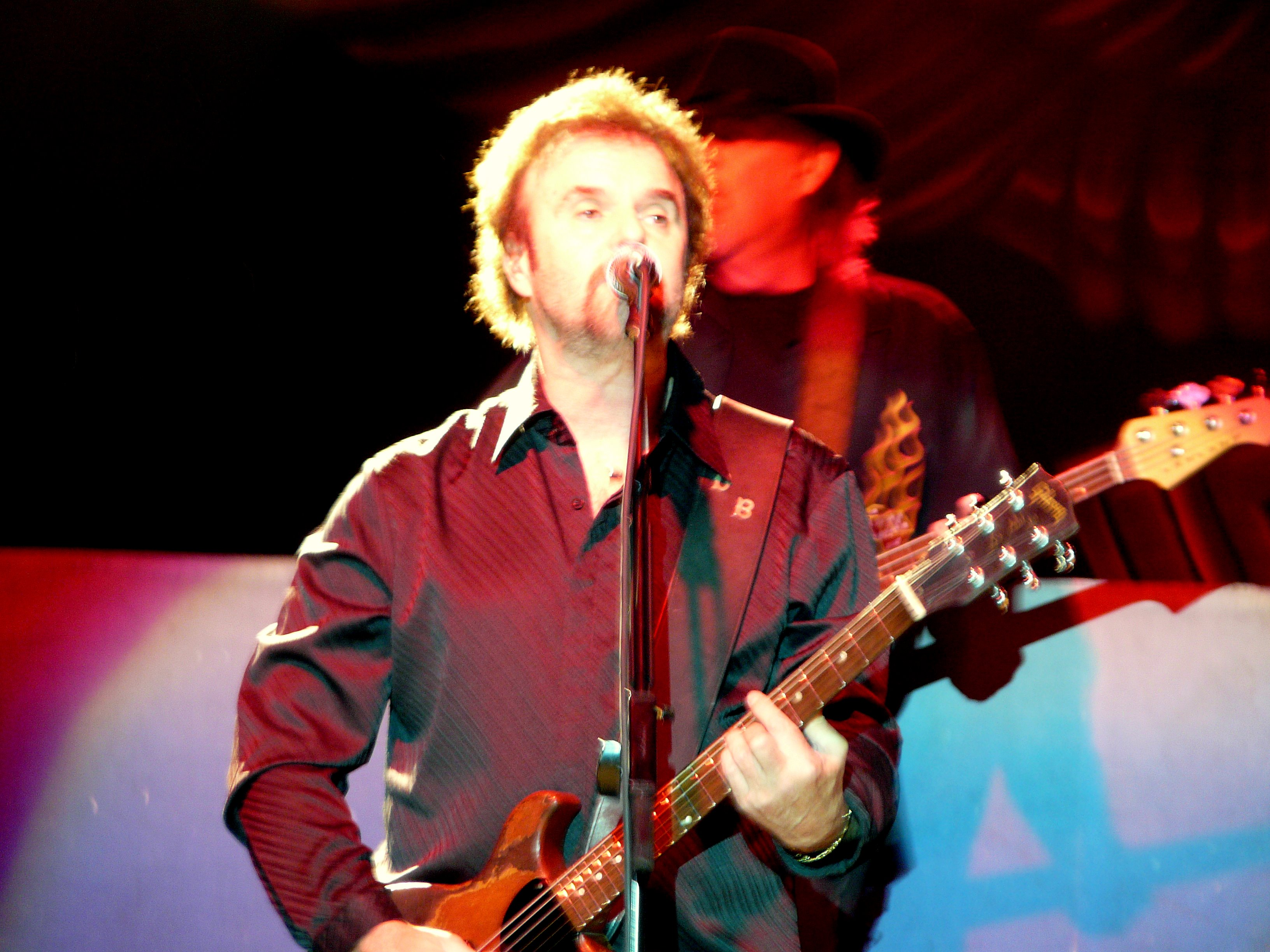
Don Barnes

Don Barnes (* 3. Dezember 1952) ist ein US-amerikanischer Southern-Rock-Sänger, Gitarrist und Komponist. Außerdem spielt er noch Klavier, Mundharmonika, Mandoline und die Slide-Gitarre. Er ist einer der Gründer und Mitglied der Southern-Rock-Band 38 Special. Barnes hat viele große Hits eingesungen, wie z. B. „Rockin’ into the Night“, „Hold On Loosely“, „Caught Up in You“, „If I’d Been the One“, „Back Where You Belong“ und „Like No Other Night“ und viele mehr.
Barnes verließ die Band nach dem Album von 1986 „Strength in Numbers“ und wurde ersetzt durch Max Carl.
Er veröffentlichte ein gleichnamiges Soloalbum 1989, mit Musikern wie Jeff Porcaro von Toto und Dann Huff.
Er trat 38 Special in den 1990er Jahren wieder bei und ist seitdem bei ihnen geblieben.

## Diskografie
- 1989 Don Barnes

| Personendaten    | Personendaten                              |
| ---------------- | ------------------------------------------ |
| NAME             | Barnes, Don                                |
| KURZBESCHREIBUNG | US-amerikanischer Rocksänger und Gitarrist |
| GEBURTSDATUM     | 3. Dezember 1952                           |